# Antonio Guzmán Blanco
Pour les articles homonymes, voir Guzmán.
Antonio Guzmán Blanco est un homme d'État vénézuélien né à Caracas le 20 février 1829 et mort à Paris 28 juillet 1899. Le général Guzmán Blanco est le 18e président du Venezuela du 27 avril 1870 au 20 février 1877, puis de 1879 à 1884 et de 1886 à 1888.

## Biographie

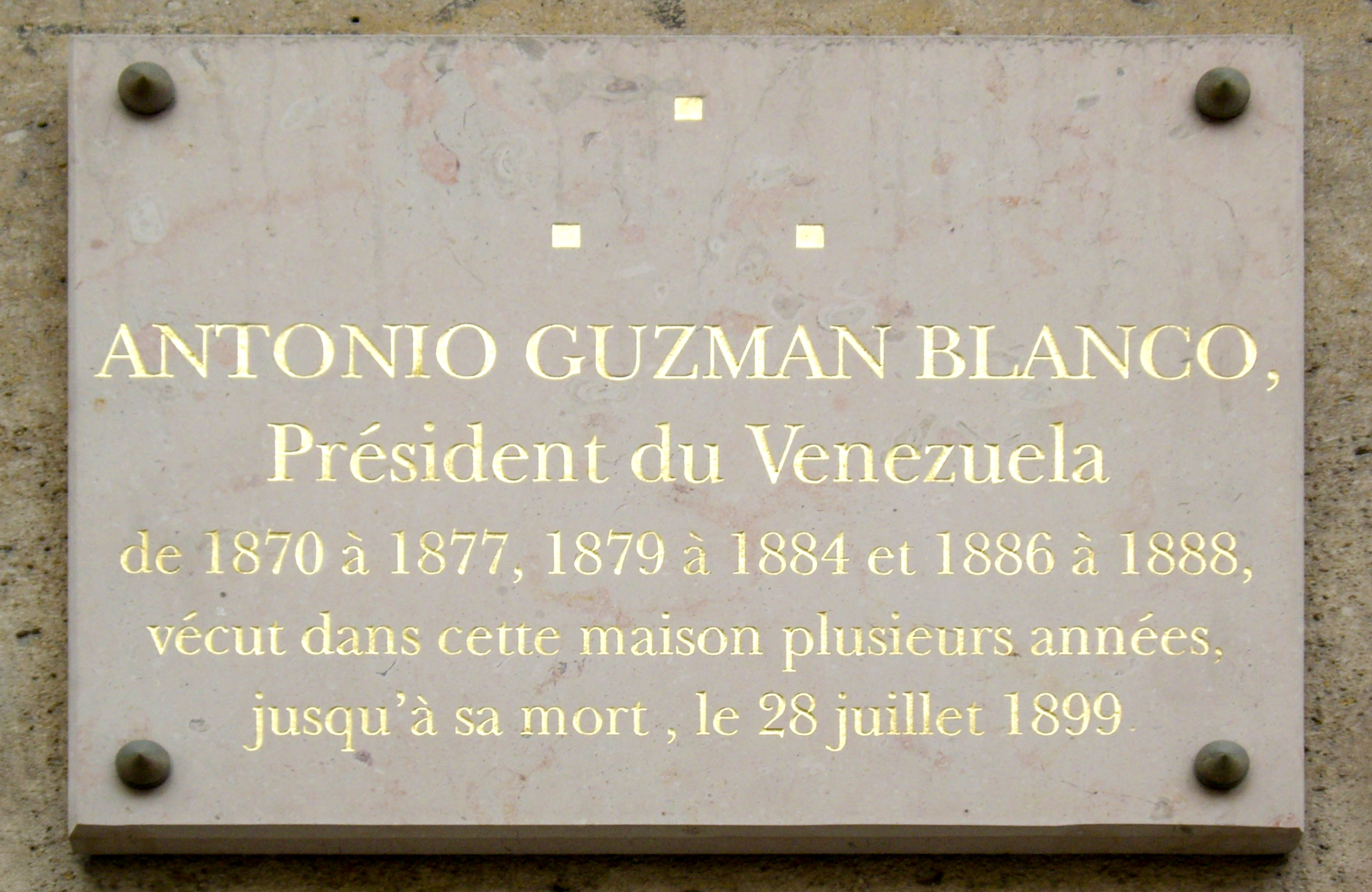
Plaque 27 rue La Pérouse (16e arrondissement de Paris), où il a vécu.

Fils du fondateur du parti libéral, Antonio Leocadio Guzmán, et de Carlota Blanco, parente de Simón Bolívar, il est nommé trois fois président de la République du Venezuela, de 1870 à 1877, de 1879 à 1884 et de 1886 à 1888. Le compositeur français Lucien Collin lui dédie sa Marche vénézuélienne en 1887.
Après avoir été enterré au cimetière de Passy (où subsiste son cénotaphe), il est enterré en 1999 au Panthéon national du Venezuela.

## Source et bibliographie
- Piero Gondolo della Riva, À propos des rapports entre Jules Verne et le Venezuela, in Revue Jules Verne 6, L'énigmatique Orénoque, Centre international Jules Verne, 1998, p. 91-94.